# SAD BLOOD ROCK'N'ROLL
『SAD BLOOD ROCK'N'ROLL』（サッド・ブラッド・ロックンロール）は、日本のロックバンド、SADSの1作目のスタジオ・アルバム。

## 概要
初回盤は特殊ジャケ仕様。アナログジャケット封入。
予約特典で清春直筆歌詞ブックレットが進呈。
2003年3月26日にプライスダウンで再発売された。
「LIAR」はバックコーラスにゼリ→のメンバー（ヤフミ & ユータロー）が参加。TOUR 2010 『VENOM』で配布されたCD「L/C」に再録バージョンが収録されている。
「HONEY HONEY」は「HONEY」と曲名を変えリアレンジされたバージョンが「APPETIZING 4 SONGS EP」と『GREATEST HITS 〜BEST OF 5 YEARS〜』に収録。
「HAPPY」は『GREATEST HITS 〜BEST OF 5 YEARS〜』に再録された「HAPPY（NEW TAKE）」を収録。清春のソロライブでもアンコールで度々演奏されている。

## 収録曲
| 全作詞: 清春。 |                                        |           |           |               |      |
| #              | タイトル                               | 作詞      | 作曲      | 編曲          | 時間 |
| 1.             | 「LIAR」                               | 清春      | 清春      | SADS/土方隆行 | 2:38 |
| 2.             | 「TRIPPER -Album version-」            | 清春      | 清春      | SADS/土方隆行 | 2:32 |
| 3.             | 「Private thirsty night」              | 清春      | 清春      | SADS/土方隆行 | 4:07 |
| 4.             | 「HONEY HONEY」                        | 清春      | 清春      | SADS/土方隆行 | 3:54 |
| 5.             | 「Loveless Lover」                     | 清春      | 清春      | SADS/土方隆行 | 4:51 |
| 6.             | 「DISCOVER」                           | 清春      | SADS      | SADS/平出悟   | 3:33 |
| 7.             | 「Mr.『YA』」                          | 清春      | 清春      | SADS/平出悟   | 3:01 |
| 8.             | 「1968」                               | 清春      | 清春      | SADS/平出悟   | 2:44 |
| 9.             | 「Teen Age」                           | 清春      | 清春      | SADS/土方隆行 | 3:10 |
| 10.            | 「TOKYO -Album version-」(1stシングル) | 清春      | 清春      | SADS/土方隆行 | 5:14 |
| 11.            | 「OUT OF SIGHT」                       | 清春      | 清春      | SADS/土方隆行 | 4:01 |
| 12.            | 「憂鬱という名の夢」                   | 清春      | SADS      | SADS/平出悟   | 5:51 |
| 13.            | 「HAPPY」                              | 清春      | 清春      | SADS/土方隆行 | 2:53 |
| 合計時間:      | 合計時間:                              | 合計時間: | 合計時間: | 48:29         |      |